# Bittacus panamensis
Bittacus panamensis är en näbbsländeart som beskrevs av George W. Byers 1958. Bittacus panamensis ingår i släktet Bittacus och familjen styltsländor. Inga underarter finns listade i Catalogue of Life.